# Perkebunan P Koling
Perkebunan P Koling is een bestuurslaag in het regentschap Padang Sidempuan van de provincie Noord-Sumatra, Indonesië. Perkebunan P Koling telt 321 inwoners (volkstelling 2010).